# Nelson Babrow
Nelson Alan Babrow (Città del Capo, 7 marzo 1949 – Il Cairo, 23 febbraio 2022) è stato un rugbista a 15 sudafricano, in carriera attivo nella posizione di mediano d'apertura.

## Biografia
Nato a Città del Capo nel 1949 in una famiglia ebraica, era figlio di Louis Babrow, Springbok degli anni trenta; dopo gli studi in patria e i debutti in nazionale scolastica, entrò nel Western Province, durante la cui militanza si mise pure in luce in un incontro infrasettimanale del tour 1970 degli All Blacks.
Nel 1972, in considerazione dei bandi e dei boicottaggi che il Sudafrica stava iniziando a subire a causa della sua politica razzialmente segregazionista (apartheid), decise di lasciare il suo Paese per avere possibilità di giocare a livello internazionale e, grazie all'interessamento di Marcello Fiasconaro, mezzofondista nativo di Città del Capo e con un passato nel rugby, giunse in Italia ingaggiato dai padovani del Petrarca.
Con la formazione veneta vinse lo scudetto alla sua prima stagione, poi si trasferì a Roma alla S.S. Lazio e a seguire al Frascati per poi tornare nel 1976 a Padova a giocare in mediana insieme al giocatore-allenatore francese Guy Pardiès un campionato che vide Padova campione dopo uno spareggio all'ultimo punto contro Rovigo disputato al costruendo Stadio Friuli di Udine.
A ottobre Babrow fece parte, insieme al connazionale Dirk Naudé e al citato Pardiès, di una formazione federale che affrontò a Padova un XV della Nuova Zelanda per un incontro non ufficiale ma di alto contenuto tecnico: essendo l'Italia titolare impegnata per la Coppa Europa in Polonia, fu schierata una formazione passata alla cronaca come XV del Presidente, che fu sconfitta dagli All Blacks con un contenuto passivo di 9-17, una meta contro tre.
Dopo il ritiro agonistico rimase in Europa come imprenditore nel campo della nautica da turismo, lavorando in Italia e in Svizzera.
A marzo 2022 il Petrarca comunicò la notizia della morte di Babrow, avvenuta al Cairo, in Egitto, il 23 febbraio precedente.

## Palmarès
- Campionati italiani: 3
Petrarca: 1971-72, 1972-73, 1976-77